# Argenteuil – Deux-Montagnes
Pour les articles homonymes, voir Argenteuil et Deux-Montagnes (homonymie).
Argenteuil – Deux-Montagnes fut une circonscription électorale fédérale située dans la région des Laurentides au Québec, représentée de 1949 à 1968 et de 1972 à 1979.

## Historique
La circonscription a été créée en 1947 à partir des circonscriptions d'Argenteuil et de Laval—Deux-Montagnes. Abolie en 1966, la circonscription fut renommée Argenteuil.
Renommée Argenteuil—Deux-Montagnes en 1970, cette dernière fut abolie en 1976 et redistribuée parmi les circonscriptions d'Argenteuil, Deux-Montagnes et Labelle. 

## Géographie
En 1933, la circonscription de Argenteuil—Deux-Montagnes comprenait:
- La cité de Deux-Montagnes
- Les villes de Barkmere, Lachute, Oka-sur-le-Lac et de Saint-Eustache
- Les comtés d'Argenteuil et de Deux-Montagnes
- Dans le comté de Terrebonne, les municipalités de Saint-Sauveur-des-Monts et la paroisse de Saint-Sauveur

## Députés
1. 1949-1958 — Philippe Valois, PLC
2. 1958-1962 — Joseph-Octave Latour, PC
3. 1962-1965 — Vincent Drouin, PLC
4. 1965-1968 — Roger-E. Régimbal, PC
5. 1968-1972 — Robert-Benoît Major, PLC
6. 1972-1979 — Francis Fox, PLC

- PC  = Parti progressiste-conservateur
- PLC = Parti libéral du Canada